# Süngütaşı
Süngütaşı (ehemals Zivin) ist ein Dorf im Bezirk Sarıkamış der türkischen Provinz Kars. Die Befestigung Zivin Kalesi stammt aus urartäischer Zeit.

## Geschichte
Die urartäische Inschrift auf der Stele von Zivin (HCL Nr. 24) stammt von König Menua. Sie berichtet von seinen Feldzügen gegen Diaueḫe und Erekua, Diaueḫe wurde tributpflichtig gemacht, aber nicht dem Reich angegliedert.
„Menua spricht: Ich brachte an mich Šašilu, ich [besti]mmte diesen Stein dem [Ḫal]di, meinem Herrn.“
Daraus ließe sich ableiten, dass Šašilu in Zivin lag. Arutjunian will Zuaini, eine weitere Hauptstadt von Diaehe in Süngütaşı lokalisieren.
Während des Ersten Weltkrieges wurde Süngütaşı im Zuge der Bergmann-Offensive am 2. November 1914 von russischen Truppen eingenommen.